# 11×59mmR Gras
O 11×59mmR Gras, também conhecido como 11mm Vickers, é um cartucho de fogo central metálico obsoleto. Foi o primeiro cartucho militar moderno da França, o 11×59mmR Gras foi introduzido em 1874 e continuou em serviço em várias funções e com vários usuários até depois da Segunda Guerra Mundial.

## Projeto
O 11×59mmR era um cartucho de fogo central de rifle com aro de estojo em formato de "garrafa" e uma espoleta Berdan externa, desenvolvido para uso no "Fusil Gras modèle 1874" por ação de ferrolho de tiro único.

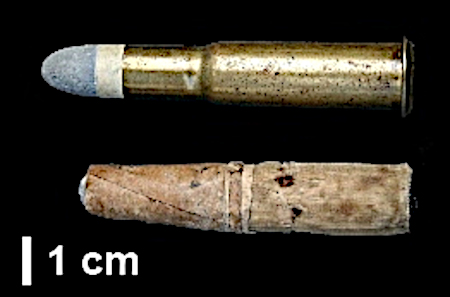
O 11×59mmR Gras e seu antecessor,
o cartucho de papel do Fusil Chassepot mle 1866.

O cartucho original de 1874 disparava uma bala de chumbo comprimido, de 25,0 g (386 gr), 27 mm (1,06 pol) de comprimento, envolta por um "sabot" de papel, impulsionada por 5,2 g (81 gr) de pólvora negra de granulação "1F", gerando uma velocidade de saída de 450 m/s (1.500 pés/s), a velocidade caia para 430 m/s (1.400 pés/s) a 25 m (82 pés).

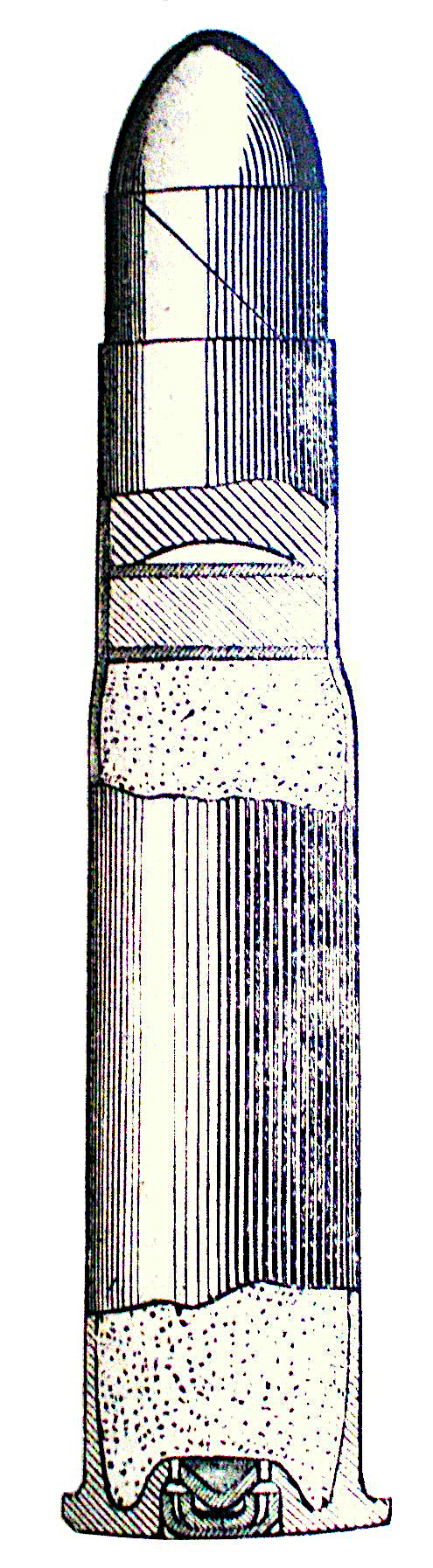
Visão em corte do 11×59mmR Gras.

Uma versão melhorada do 11×59mmR foi introduzida em 1879 com pólvora de granulação 3F ("FFF") de queima mais lenta, alterações no formato da ponta da bala e uma redução na altura do "sabot". Em 1884, foi introduzida uma bala de 5% de antimônio e 95% de chumbo, que foi comprimido e endurecido em vez de simplesmente fundido, e a ponta foi achatada para melhorar a precisão.
Durante a Primeira Guerra Mundial, uma munição incendiária foi fabricada a partir do cartucho para a função de artilharia anti-balões.

## Histórico
Após sua desastrosa derrota na Guerra Franco-Prussiana, o "Armée de terre" instituiu uma série de amplas reformas, incluindo a adoção de um fuzil atualizado em 1874, o "Fusil Gras mle 1874", que substituiu o cartucho de papel/pano do "Fusil Chassepot mle 1866" anterior por um novo cartucho de latão, o 11×59mmR Gras, o primeiro cartucho militar moderno da França.
Além de ser compartimentado em seu novo Fusil Gras mle 1874, o Fusil Chassepot mle 1866 anterior foi facilmente convertido para disparar o cartucho 11×59mmR Gras simplesmente modificando a câmara e alterando o ferrolho, conhecido como "Fusil mle 1866/74"; esta conversão foi amplamente divulgada junto com o novo fuzil.
O rifle Remington Rolling Block também foi adaptado para o cartucho 11×59mmR Gras. O 11×59mmR Gras foi amplamente usado nos rifles Remington e Gras pelo Japão, Chile, Etiópia, vários estados dos Balcãs e possessões francesas no Norte da África. A Grécia inicialmente criou seu rifle Mylonas para este cartucho, mas posteriormente adotou o "Fusil Gras mle 1874" como seu rifle padrão.
Em 1886, o 11×59mmR Gras foi substituído no serviço de linha de frente francês pelo revolucionário 8×50mmR Lebel, o primeiro cartucho militar a usar pólvora sem fumaça. O próprio cartucho Lebel foi criado estreitando o 11×59mmR.

## Serviço na Primeira Guerra Mundial

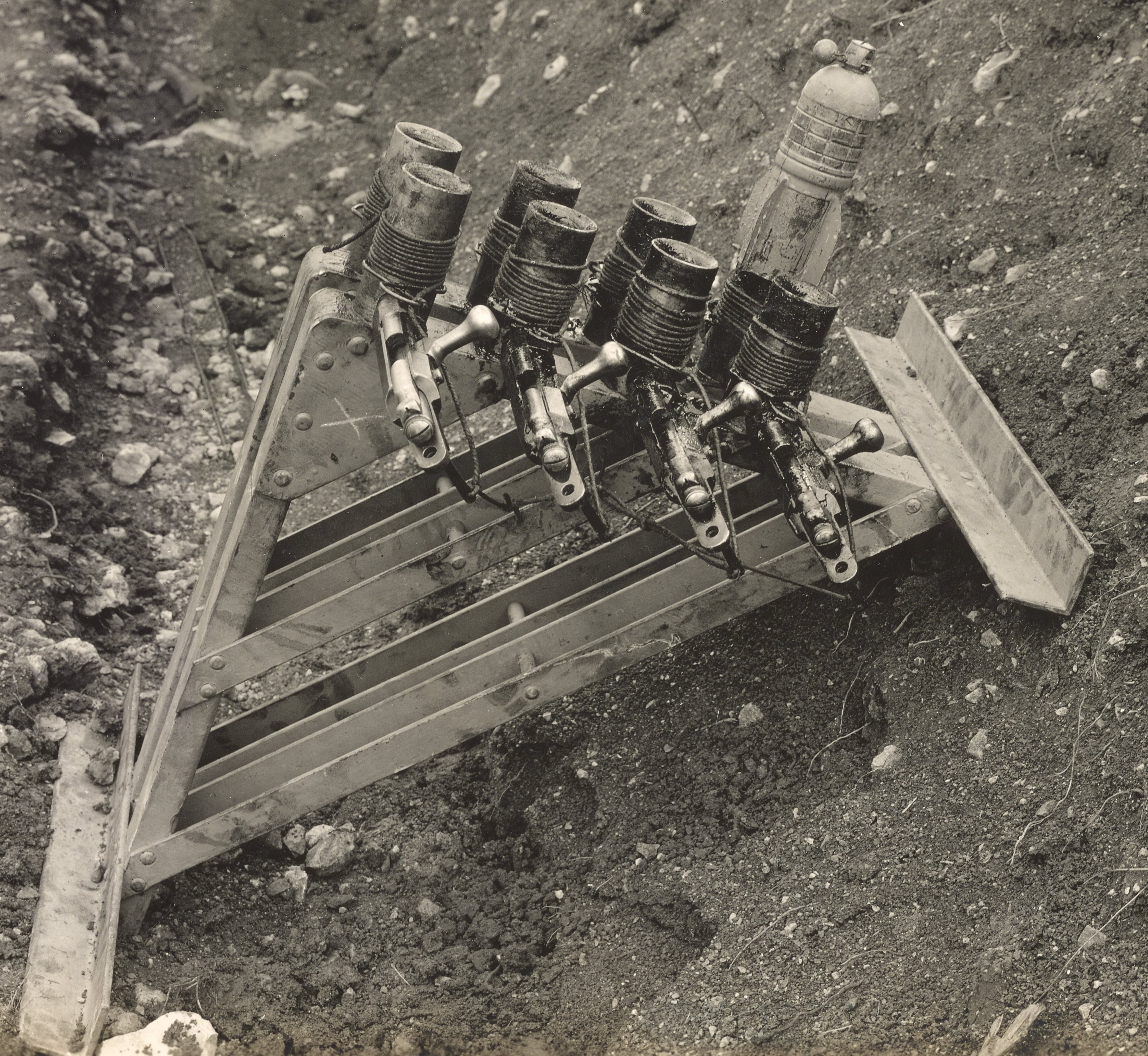
Bombardes DR.

Apesar de terem sido substituídos, o fuzil Gras e o cartucho 11×59mmR continuaram em serviço com tropas territoriais e da segunda linha, bem como em todas as colônias da França, continuando nessas funções durante a Grande Guerra. Além de armar as tropas da segunda linha, os velhos fuzis Gras e o cartucho 11×59mmR foram amplamente usados pelas tropas da linha de frente como lançadores de granadas convertidos, conhecidos como "Bombardes DR", essas conversões eram feitas cortando canos e coronhas de acabamento variável e sempre cartuchos disparados com as balas removidas para propelir a granada e foram usados como uma forma bruta de argamassa de trincheira.

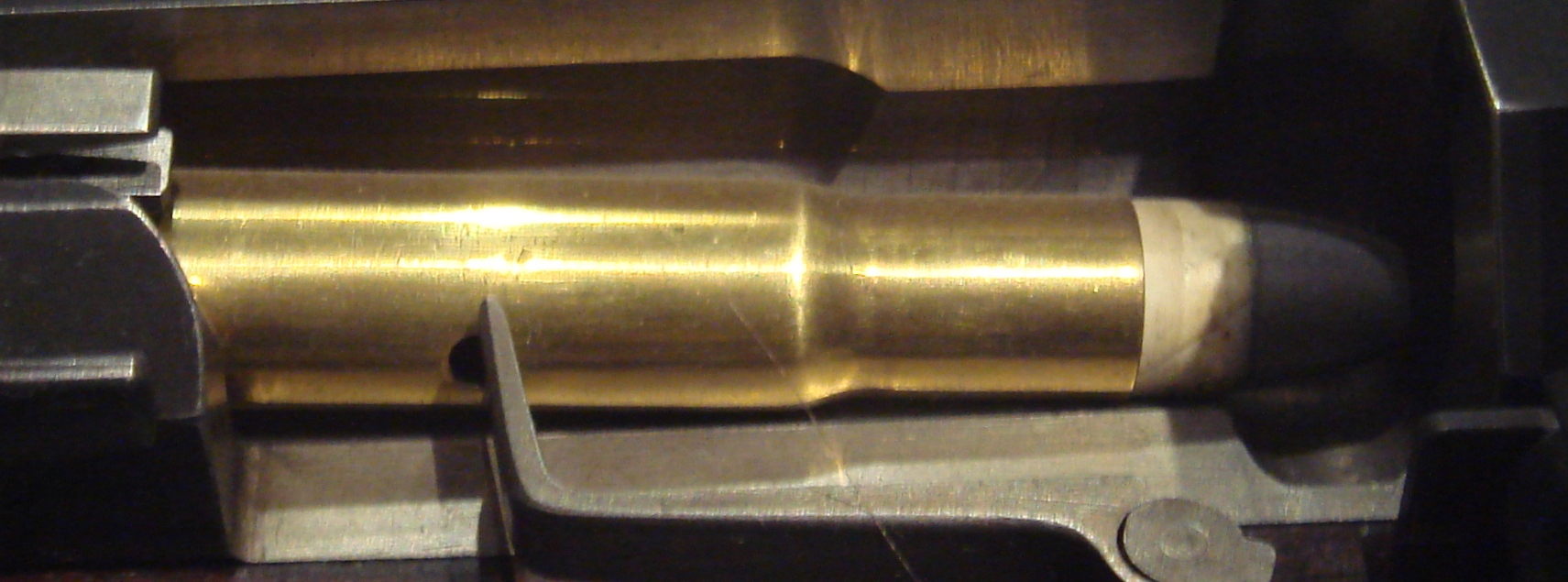
O cartucho 11×59mmR Gras sendo carregado
em um "Fusil Gras modèle 1874".

Em 1916 foi decidido reequipar o Exército do Reino da Sérvia com armas de fabricação francesa e, a partir de outubro daquele ano, o Exército sérvio recebeu 20.000 fuzis Gras junto com outras armas francesas. Devido à escassez crônica de fuzis modernos dentro do Exército Imperial Russo, 105.000 fuzis Gras e uma quantidade de cartuchos 11×59mmR foram fornecidos à Rússia durante a guerra, esses rifles foram posteriormente usados pelo Exército Vermelho em seus primeiros anos.

## "Destruidor de balões"

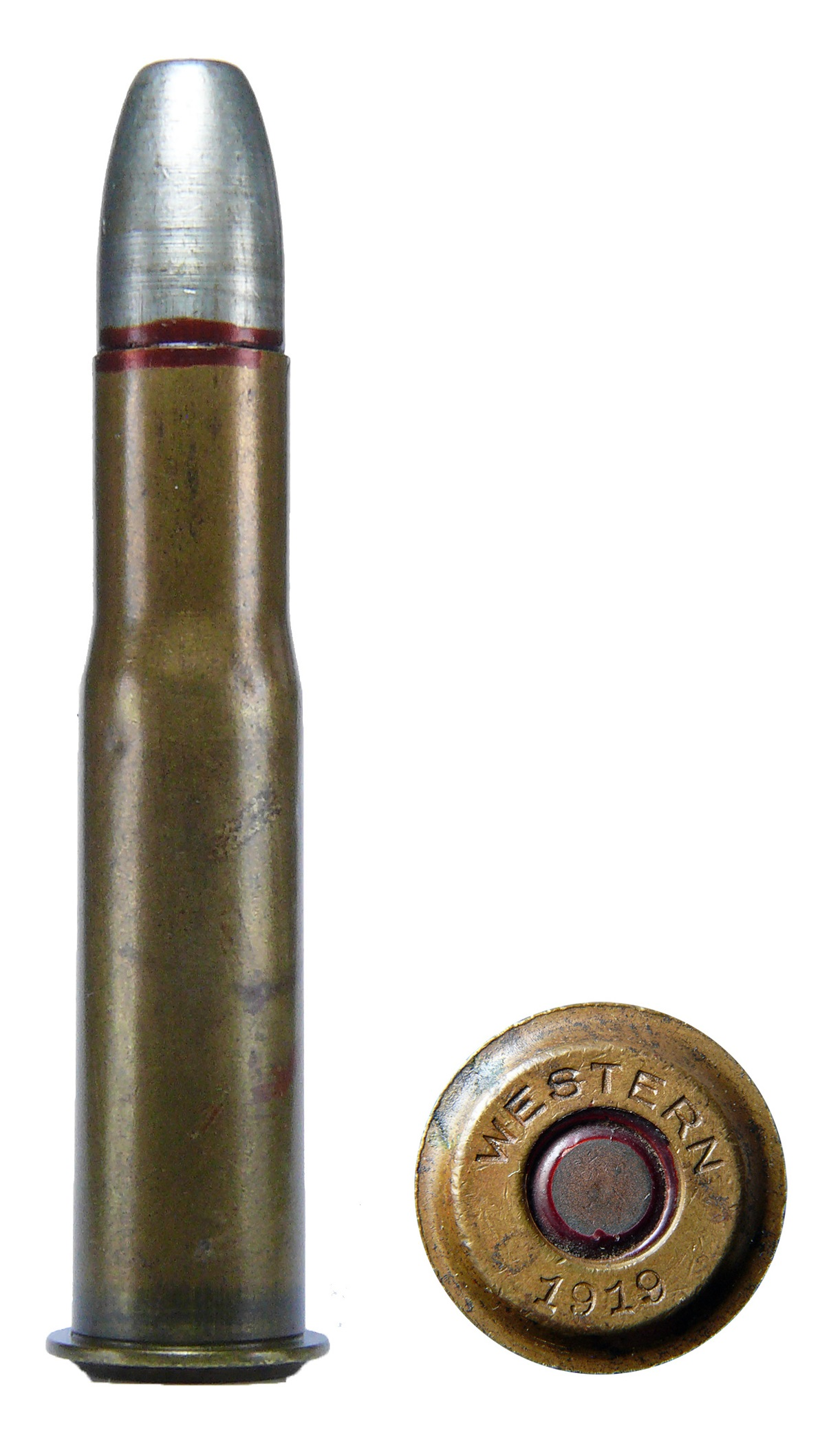
O 11×59mmR Gras "traçante".

Em 1917, foi determinado que os cartuchos de calibre de fuzil padrão eram menos satisfatórios para destruir balões (derrubando balões de observação) do que calibres maiores carregando balas incendiárias ou traçantes. Os franceses adaptaram o cartucho 11×59mmR Gras padrão para disparar de sua metralhadora Hotchkiss M1914. Posteriormente, a metralhadora Vickers mais confiável e mais facilmente sincronizada foi adaptada para o cartucho, conhecida como "metralhadora de aeronaves Vickers" e às vezes o "destruidora de balões", que disparava o mesmo cartucho com balas incendiárias e correia de elos, o cartucho ficou conhecido como "11mm Vickers" no serviço britânico, por ser fabricado pela Vickers Limited. A metralhadora Vickers e o 11mm Vickers foram adotadas pelos aliados como armamento anti-balão padrão e usadas tanto pelos britânicos quanto pelos franceses nessa função até o fim da guerra, além de outros aliados como a Bélgica e os Estados Unidos. Usuários notáveis incluem o principal ás da aviação de caça da Bélgica e o "campeão dos aliados", o "destruidor de balões", Willy Coppens, e os dois ases da aviação com maior pontuação da América, Eddie Rickenbacker e Frank Luke.

## Serviço pós-guerra
No pós-guerra, o fuzil Gras e o cartucho 11×59mmR continuaram em serviço com vários usuários, o Exército Italiano enfrentou vários fuzis Gras nas mãos de "irregulares" etíopes durante a Segunda Guerra Ítalo-Etíope de 1936, enquanto durante a Segunda Guerra Mundial o fuzil Gras e o cartucho 11×59mmR armaram vários grupos guerrilheiros e partidários em todos os Bálcãs. No final dos anos 1930, as carabinas de artilharia Mauser-Koka 1884 restantes dentro do inventário iugoslavo foram convertidas dos cartuchos de 10,15×63mmR Mauser para o 11×59mmR Gras que estavam em bom estoque nos depósitos do Exército Iugoslavo. Durante a Guerra Civil Espanhola, várias tropas republicanas estavam armadas com fuzis Gras. O último usuário oficial conhecido do 11×59mmR foi o Iêmen, que continuou a usar o fuzil e cartucho Gras na década de 1950.

## Dimensões

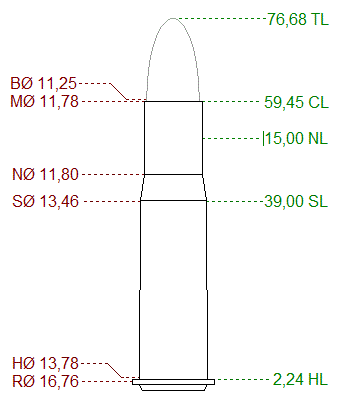

## Usuários
- Canadá  Quebec (Quebec Home Guard)
- Bélgica[4]
- Chile[7]
- Império Etíope[6]
- França[1]
- Grécia[5]
- Japão[5]
- Reino do Montenegro[3]
- Império Russo[12]
- Reino da Sérvia[10]

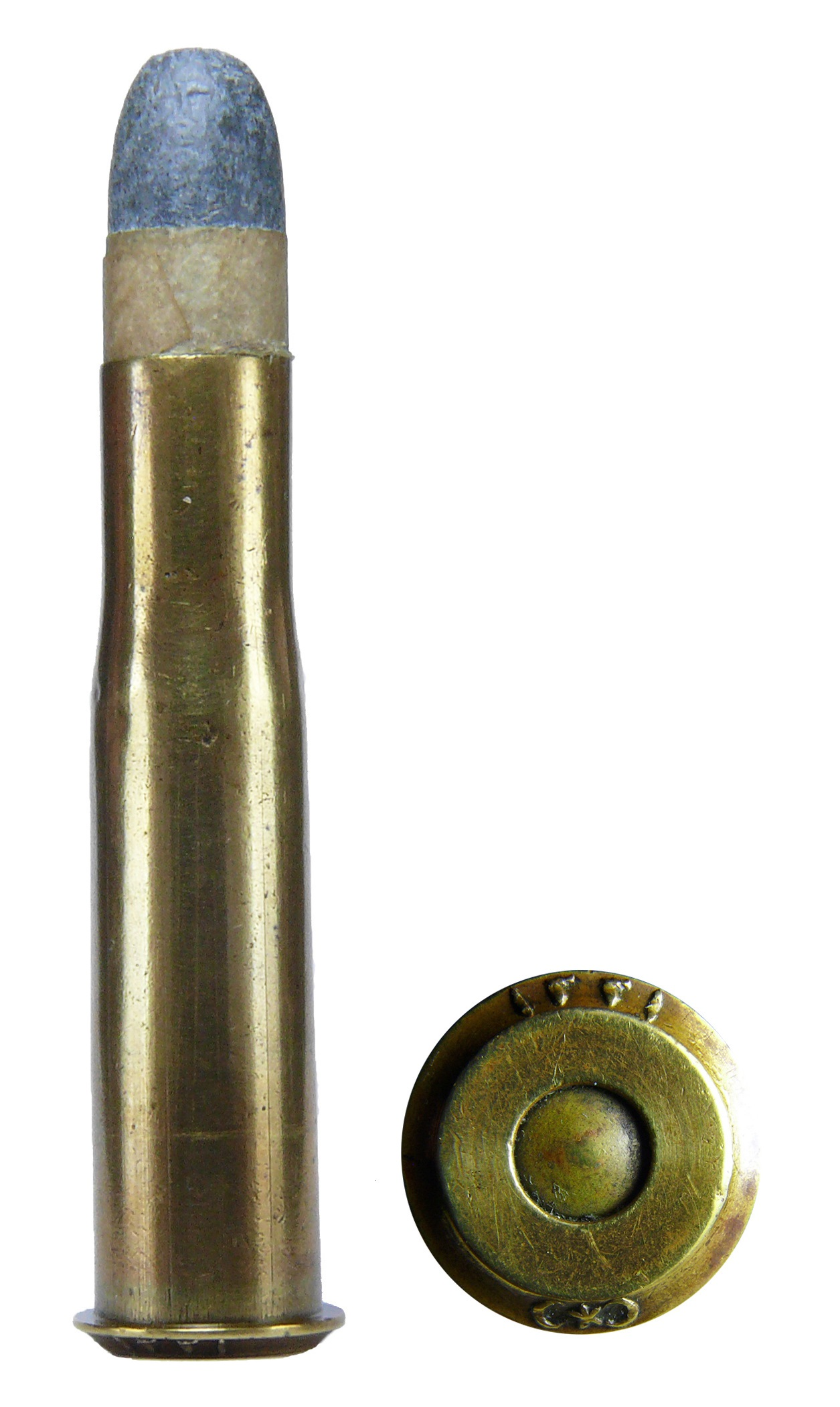
O 11×59mmR Gras em sua configuração original.

- Reino dos Sérvios, Croatas e Eslovenos[3]
- Segunda República Espanhola[17]
- União Soviética[11]
- Reino Unido[5]
- Estados Unidos[15]
- Iémen[5]

## Armas que usaram o 11×59mmR
- Fusil mle 1866/74
- Fusil Gras mle 1874
- Hotchkiss Mle 1914
- Mauser-Koka 1884
- Rifle Mylonas
- Remington Rolling Block
- Metralhadora Vickers